# Rookpunt
Het rookpunt is de temperatuur waarbij spijsolie of vet begint te ontbinden. De substantie begint bij die temperatuur te roken of branden en geeft het voedsel een onplezierige smaak. De walm is samen met de vorming van het aldehyde acroleïne giftig en onverteerbaar. Voorbij het rookpunt ligt het vlampunt, de temperatuur waarbij de dampen, vlak boven de oppervlakte, kunnen ontbranden. 
Hier onder staat het rookpunt van een aantal spijsoliën:
| Vet/olie                                  | Kwaliteit         | Rookpunt |
| ----------------------------------------- | ----------------- | -------- |
| Amandelolie                               |                   | 216°C    |
| Avocado-olie                              |                   | 271°C    |
| Boter                                     |                   | 177°C    |
| Druivenpitolie                            |                   | 216°C    |
| Ghee (Indiase geklaarde boter)            |                   | 252°C    |
| Hazelnootolie                             |                   | 221°C    |
| Hennepolie                                |                   | 165°C    |
| Katoenzaadolie                            |                   | 216°C    |
| Kokosolie                                 | Ongeraffineerd    | 177°C    |
| Kokosolie                                 | Geraffineerd      | 232°C    |
| Koolzaadolie                              | Expellerpers      | 240°C    |
| Koolzaadolie                              | Hoog-oleïne       | 246°C    |
| Koolzaadolie                              | Geraffineerd      | 242°C    |
| Macadamianootolie                         |                   | 199°C    |
| Maïsolie                                  | Ongeraffineerd    | 160°C    |
| Maïsolie                                  | Geraffineerd      | 232°C    |
| Olijfolie ongefilterd                     | Extra virgin      | 160°C    |
| Olijfolie gefilterd                       | Extra virgin      | +- 200 C |
| Olijfolie                                 | Virgin            | 216°C    |
| Olijfolie                                 | Pomace            | 238°C    |
| Olijfolie                                 | Geraffineerd      | 242°C    |
| Hoge kwaliteit (lage zuurgraad) olijfolie | Extra virgin      | 207°C    |
| Pinda(arachide)olie                       | Ongeraffineerd    | 160°C    |
| Pinda(arachide)olie                       | Geraffineerd      | 232°C    |
| Reuzel                                    |                   | 182°C    |
| Rijstolie                                 |                   | 255°C    |
| Saffloer- of Distelolie                   | Ongeraffineerd    | 107°C    |
| Saffloer- of Distelolie                   | Half geraffineerd | 160°C    |
| Saffloer- of Distelolie                   | Geraffineerd      | 232°C    |
| Saffloer- of Distelolie                   |                   | 266°C    |
| Sesamolie                                 | Ongeraffineerd    | 177°C    |
| Sesamolie                                 |                   | 210°C    |
| Sesamolie                                 | Half geraffineerd | 232°C    |
| Sojaolie                                  | Ongeraffineerd    | 160°C    |
| Sojaolie                                  | Half geraffineerd | 177°C    |
| Sojaolie                                  | Geraffineerd      | 232°C    |
| Theezaadolie                              |                   | 252°C    |
| Vlaszaadolie                              | Ongeraffineerd    | 107°C    |
| Walnootolie                               | Ongeraffineerd    | 160°C    |
| Walnootolie                               | Half geraffineerd | 204°C    |
| Zonnebloemolie                            | Ongeraffineerd    | 107°C    |
| Zonnebloemolie                            | Half geraffineerd | 232°C    |
| Hoog-oleïne zonnebloemolie                | Ongeraffineerd    | 160°C    |
| Hoog-oleïne zonnebloemolie                | Geraffineerd      | 232°C    |